# Анна Кантакузина
Анна Кантакузина (греч. Άννα Καντακουζηνή) — жена деспота Эпира Никифора I Комнина Дуки, правительница Эпира при своем малолетнем сыне Фоме I Комнине Дуки в 1297 — 1313 гг.

## Биография
Анна родилась в середине XIII века в Никейской империи. Её родителями были Иоанн Кантакузин, губернатор Фракисийской фемы и Ирина Палеолог — сестра будущего императора Византии Михаила VIII Палеолога. После смерти Иоанна Ирина ушла в монастырь, взяв имя «Евлогия».
В 1258 году дядя Анны — Михаил Палеолог — совершил переворот и объявил себя регентом при малолетнем императоре Иоанне IV, а в 1259 году — соправителем. В 1261 году он взял Константинополь и восстановил Византийскую империю. Однако прочие государства, возникшие на осколках Византийской империи, не спешили признавать его власть, и одним из основных соперников стал Эпирский деспотат. В 1264 году деспот Эпира Михаил II Комнин Дука был вынужден заключить с Византией мир, который был скреплён женитьбой его наследника Никифора на племяннице Михаила Анне.
К 1268 году Михаил II скончался, и Никифор унаследовал Эпир (Фессалия досталась Иоанну I). Анна через своего мужа оказывала сильное влияние на политику Эпира. Она стала деспотиной Лепанто в 1289 году.
В 1282 году скончался византийский император Михаил VIII, и престол унаследовал его сын Андроник II Палеолог. Никифор решил возобновить союз с Византией, и Анна отправилась в Константинополь. Сама Анна служила интересам византийского двора. В 1284 году они заманили Михаила, сына правителя Фессалии Иоанна I Комнина Дуки, в Эпир с обещанием династического союза и арестовали его, отправив в Константинополь. Это привело деспота Эпира Никифора I к войне с его сводным братом Иоанном I, который в 1285 году разрушил окрестности Арты. 
Впоследствии Анна стала инициатором проекта объединения правящих династий Эпира и Византии путём выдачи замуж своей дочери Тамары за сына Андроника II Михаила IX. Хотя этот проект и провалился, в 1290 году её сын Фома получил от византийского императора титул «деспота».
Давление со стороны аристократии вынудило Никифора пойти на союз с Карлом II, что ухудшило отношения с Византией. Дочь Анны Тамара была выдана замуж за сына Карла II Филиппа. Тамаре было дано право наследовать престол Эпира вместо брата, и Карл II обещал, что ей будет разрешено оставаться в православной вере. Свадьба состоялась в 1294 году и включала передачу нескольких прибрежных крепостей Филиппа в приданое Тамаре. 

## Правительница Эпира
После смерти Никифора Анна стала править Эпиром в качестве регента при своём несовершеннолетнем сыне Фоме. Карл II потребовал, чтобы Эпир был передан Филиппу и Тамаре, однако Анна ответила, что все договорённости были разорваны, когда Тамару вынудили перейти из православия в католичество. Анна заключила союз с Византией, который был скреплён женитьбой Фомы I Комнина Дуки на Анне (дочери византийского соправителя Михаила IX). 
В 1304 — 1305 годах Карл II отправил на Эпирский деспотат войска, однако эпироты отбили нападение, и захватили ряд крепостей в анжуйских землях. В 1307 году было предпринято новое вторжение с целью свержения Анны, которое завершилось мирным договором, в соответствии с которым Филиппу был возвращён ряд крепостей.
В последний раз Анна упоминается в исторических документах в 1313 году. Дальнейшая её судьба неизвестна.

## Семья и дети
Известно о как минимум четырёх детях Никифора I и Анны:
- Тамара, вышедшая замуж за Филиппа Тарентского.
- Михаил, который в 1291 году содержался заложником в Неаполе. Предположительно умер ещё при жизни отца.
- Фома, унаследовавший Эпир.
- Мария, старшая дочь, которая вышла замуж за графа Кефалинии и Закинфа Иоанна I Орсини; их сыновья Николай Орсини и Иоанн II Орсини стали деспотами в Эпире.